# Estación de Jarama
Jarama es una estación de la línea 7 del Metro de Madrid situada bajo la Plaza de Guernica, junto al Parque Dolores Ibárruri de San Fernando de Henares. El nombre de la estación se debe a que en sus proximidades, aunque alejado, pasa el río Jarama.

## Historia
La estación fue inaugurada el día 5 de mayo de 2007 dentro del tramo MetroEste, la ampliación de la línea 7 a los municipios de Coslada y San Fernando de Henares.
La estación ha sufrido varias obras de rehabilitación desde su inauguración para garantizar la seguridad y aliviar las grietas que se han formado encima de los túneles por los que discurre el tramo MetroEste. Véase Obras de rehabilitación en Línea 7 para más detalles.

## Accesos
Vestíbulo Jarama
- Plaza Guernica Pza. Guernica (esquina Avda. San Sebastián)
- Ascensor Pza. Guernica (esquina Avda. San Sebastián)

## Líneas y conexiones

### Metro
| << cabecera          | < estación | línea | estación >   | cabecera >>                                   |
| -------------------- | ---------- | ----- | ------------ | --------------------------------------------- |
| Hospital del Henares | Henares    |       | San Fernando | Pitis Cambio de tren en Estadio Metropolitano |

### Autobuses
| Diurnos |                      |                                   |          |
| Línea   | Destino              | Parada                            | Operador |
| 220     | Torrejón de Ardoz    | 17040 Pza. Guernica - Est. Jarama | ALSA     |
| SE7     | Barrio del Puerto    | 17040 Pza. Guernica - Est. Jarama | Monbus   |
| SE7     | Hospital del Henares | 19370 Pza. Guernica - Est. Jarama | Monbus   |

## Curiosidades
El día de inauguración de la estación de Jarama fue bendecida por un párroco del barrio, quien solicitó a la presidenta de la Comunidad de Madrid que cambiara el nombre al apeadero. "Hemos recogido 10.000 firmas para que le cambien el nombre a la estación, queremos que se llame Juan Pablo II", declaró el sacerdote.